# Callopistria nigeriensis
Callopistria nigeriensis là một loài bướm đêm trong họ Noctuidae.